# Ansu Kabia
Ansu Kabia – brytyjski aktor.

## Życiorys
Ansu uczęszczał do Drama Centre London i jest byłym członkiem Royal Shakespeare Company.

## Kariera
Kariera aktorska Ansu Kabia rozpoczęła się epizodyczną rolą w brytyjskim serialu telewizyjnym Na sygnale. Przez trzy następne lata Ansu wystąpił również w jednym odcinku The Bill i jednym odcinku serialu 10 dni do wojny. W 2011 Kabia wystąpił po raz pierwszy w filmie telewizyjnym pt. London's Burning. Rok później wystąpił w dwóch odcinkach serialu Czarodzieje kontra Obcy.
Ansu Kabia wystąpił w 2013 roku w przedstawieniu teatralnym pt. To Sir, With Love, które jest oparte na autobiograficznej powieści gujańskiego E. R. Braithwaite'a. W tym przedstawieniu Kabia wcielił się w główną rolę, czyli Ricka Braithwaite'a. Sztuka została została zaadaptowana przez Ayuba Khana-Dina i wyreżyserowana przez Marka Babycha. Według krytyków teatralnych, Ansu Kabia wcielił się wybitnie w swoją rolę. E. R. Braithwaite był obecny na przedstawieniu i stwierdził, że występ Kabii w roli Ricky'ego Braithwaite'a był „doskonały”.
Ansu Kabia wystąpił w kilku produkcjach kinowych: Morderstwo w Orient Expressie, Last Christmas, Szybcy i wściekli: Hobbs i Shaw, Nowa nadzieja, Back to Black. Historia Amy Winehouse i Śnieżka.

## Filmografia

### Filmy
| Rok  | Tytuł                                 | Tytuł oryginalny                      | Rola                 | Źr.   |
| ---- | ------------------------------------- | ------------------------------------- | -------------------- | ----- |
| 2013 | Patriarch                             | Patriarch                             | Ojciec               | [ 6 ] |
| 2014 | Sedu                                  | Sedu                                  | Sedu                 | [ 7 ] |
| 2017 | Morderstwo w Orient Expressie         | Murder on the Orient Express          | Kapitan policji      | [ 5 ] |
| 2019 | Last Christmas                        | Last Christmas                        | Rufus                | [ 5 ] |
| 2019 | Szybcy i wściekli: Hobbs i Shaw       | Fast & Furious Presents: Hobbs & Shaw | Prezenter wiadomości | [ 5 ] |
| 2023 | Nowa nadzieja                         | The End We Start From                 | D                    | [ 5 ] |
| 2024 | Back to Black. Historia Amy Winehouse | Back to Black                         | Raye                 | [ 5 ] |
| 2025 | Śnieżka                               | Snow White                            | Łowca                | [ 5 ] |

### Seriale
| Rok       | Tytuł                    | Tytuł oryginalny          | Rola           | Źr.   |
| --------- | ------------------------ | ------------------------- | -------------- | ----- |
| 2005      | Na sygnale               | Casualty                  | Kevin Mellor   | [ 8 ] |
| 2006      | The Bill                 | The Bill                  | Devon Power    | [ 8 ] |
| 2008      | 10 dni do wojny          | 10 Days to War            | Charlie        | [ 8 ] |
| 2011      | London's Burning         | London's Burning          |                | [ 8 ] |
| 2012      | Czarodzieje kontra Obcy  | Wizards vs. Aliens        | Ochroniarz     | [ 8 ] |
| 2014      | Utopia                   | Utopia                    | Ochroniarz     | [ 8 ] |
| 2018      | The Long Song            | The Long Song             | James Richards | [ 8 ] |
| 2019      | Świat w ogniu: Początki  | World on Fire             | Eddie Knight   | [ 8 ] |
| 2020      | Mogę cię zniszczyć       | I May Destroy You         | Derae          | [ 8 ] |
| 2020–2022 | Panna Scarlet i komisarz | Miss Scarlet and The Duke | Mojżesz        | [ 8 ] |
| 2021      | Ferajna z Baker Street   | The Irregulars            | John Cooper    | [ 8 ] |
| 2022      | Sandman                  | The Sandman               | Ruthven Sykes  | [ 8 ] |
| 2023      | For Her Sins             | For Her Sins              | Tom Bryant     | [ 8 ] |
| 2024      | Lucy & Sara              | Lucy & Sara               | Bartholomew    | [ 8 ] |

### Teatr
| Rok  | Tytuł                                  | Rola              | Teatr                           | Źr.         |
| ---- | -------------------------------------- | ----------------- | ------------------------------- | ----------- |
| 2013 | To Sir, With Love                      | Ricky Braithwaite | Oxford Playhouse                | [ 2 ]       |
| 2016 | Branagh Theatre Live: Romeo and Juliet | Tybalt            | Kenneth Branagh Theatre Company | [ 1 ] [ 9 ] |